# Hylton Bridgman-Metchim

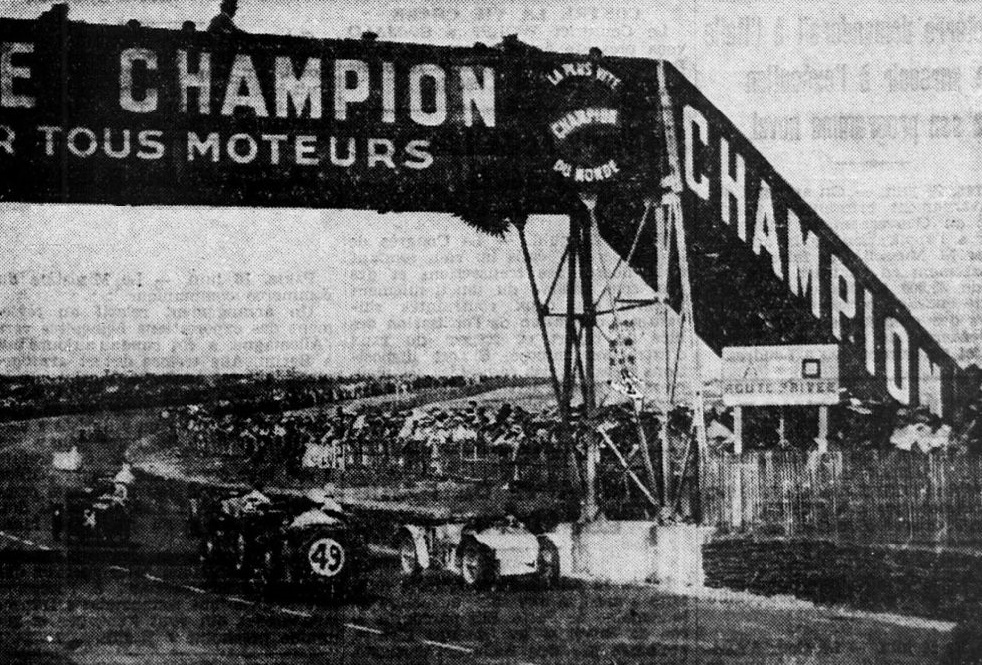
Der Austin 7 (weißes Fahrzeug, Startnummer 54) von Hylton Brigam-Metchim und Cecil Masters beim 24-Stunden-Rennen von Le Mans 1934

Hylton Paul Bridgman-Metchim (* 3. März 1908 in London; † 30. Januar 1976 in Richmond) war ein britischer Autorennfahrer.

## Karriere als Rennfahrer
Hylton Bridgman-Metchim startete in den 1930er-Jahren zweimal beim 24-Stunden-Rennen von Le Mans. Sowohl 1933 als auch 1934 war Cecil Masters sein Teamkollege. Beide Mal fiel der eingesetzte Austin 7 mit einem technischen Defekt aus. 1933 war es ein Kupplungs- und 1934 ein Motorschaden.

## Statistik

### Le-Mans-Ergebnisse
| Jahr | Team                    | Fahrzeug                | Teamkollege   | Platzierung | Ausfallgrund     |
| ---- | ----------------------- | ----------------------- | ------------- | ----------- | ---------------- |
| 1933 | Hylton Bridgman-Metchim | Austin 7 Chummy Special | Cecil Masters | Ausfall     | Kupplungsschaden |
| 1934 | Hylton Bridgman-Metchim | Austin 7                | Cecil Masters | Ausfall     | Motorschaden     |